# Piergiorgio Maoloni
Piergiorgio Maoloni (Orvieto, 9 giugno 1938 – Roma, 3 giugno 2005) è stato un grafico italiano, considerato uno dei grandi padri della grafica italiana.
Nacque ad Orvieto. Seppe creare un nuovo dialogo tra la parola e l'immagine. Può essere definito un intellettuale della comunicazione, un designer sempre in anticipo sui tempi. I luoghi che ha amato di più sono stati: Vienna, con Moser, Loos e la secessione viennese, e New York, con i grandi architetti. Sempre attento a quello che vedeva intorno a sé, Maoloni annotava nei suoi taccuini nomi, esperienze e segni che puntualmente riemergevano nei suoi lavori. Da queste esperienze hanno visto la luce progetti che hanno cambiato il modo di fare e di scrivere i giornali, in Italia e non solo.
Ha contribuito alla realizzazione grafica e al restyling di alcuni dei più importanti quotidiani e periodici italiani, tra cui «La Stampa», «l'Unità», «Carta», «Avvenimenti», «Il Vernacoliere», «Il Messaggero», «Paese Sera», «Il Giorno», «Avvenire», «L'Unione Sarda», «Il Sabato», «Giornale di Sicilia», «Il Giornale di Brescia», «Cuore», «il manifesto» e relativi inserti («Extra», «Gambero Rosso», di cui disegnò anche la testata, ecc.). Per la Fondazione Sigma-tau ha curato le grafiche dei numeri monografici della rivista «Sfera» tra il 1988 e il 1995. L'ultimo progetto al quale ha lavorato è stato quello del «Giornale di Sardegna».